# Barbara Paulusová
Barbara Paulusová (* 1. září 1970, Vídeň, Rakousko) je bývalá rakouská profesionální tenistka. V průběhu své kariéry vyhrála 6 turnajů WTA ve dvouhře a 1 turnaj ve čtyřhře.

## Finálové účasti na turnajích WTA

### Dvouhra
Vítězství (6)
- 1997 Varšava
- 1996 Maria Lankowitz
- 1995 Varšava
- 1995 Pattaya
- 1990 Lucern
- 1988 Lucern

Prohra ve finále (12)
- 1997 Prostějov
- 1997 Lucemburk
- 1996 Moskva
- 1996 Auckland
- 1996 Prostějov
- 1996 Hilton Head
- 1996 Štrasburk
- 1996 Varšava
- 1996 Moskva
- 1990 Sydney
- 1990 Palermo
- 1990 Filderstadt

### Čtyřhra
Vítězství (1)
- 1988 Sofie (s C. Martínezovou)